# Cathédrale de Toluca
La cathédrale de Toluca est une cathédrale catholique située au Mexique dans la ville de Toluca.
Elle est dédiée à saint Joseph (San José).

## Historique
Les travaux ont commencé en 1867 selon les plans de l'architecte Ramón Rodríguez Arangoiti, qui a conçu un édifice de style néoclassique. L'avancement des travaux a été lent et ils n'ont été repris que près d'un siècle plus tard, après que le pape Pie XII ait créé en 1950 le diocèse de Toluca. En 1951 , sous la direction de l'architecte Vicente Mendiola Quezada, les travaux ont repris et le même style d'origine a été respecté, bien qu'avec quelques modifications.
La cathédrale a été consacrée le 11 avril 1978.

## Dimensions

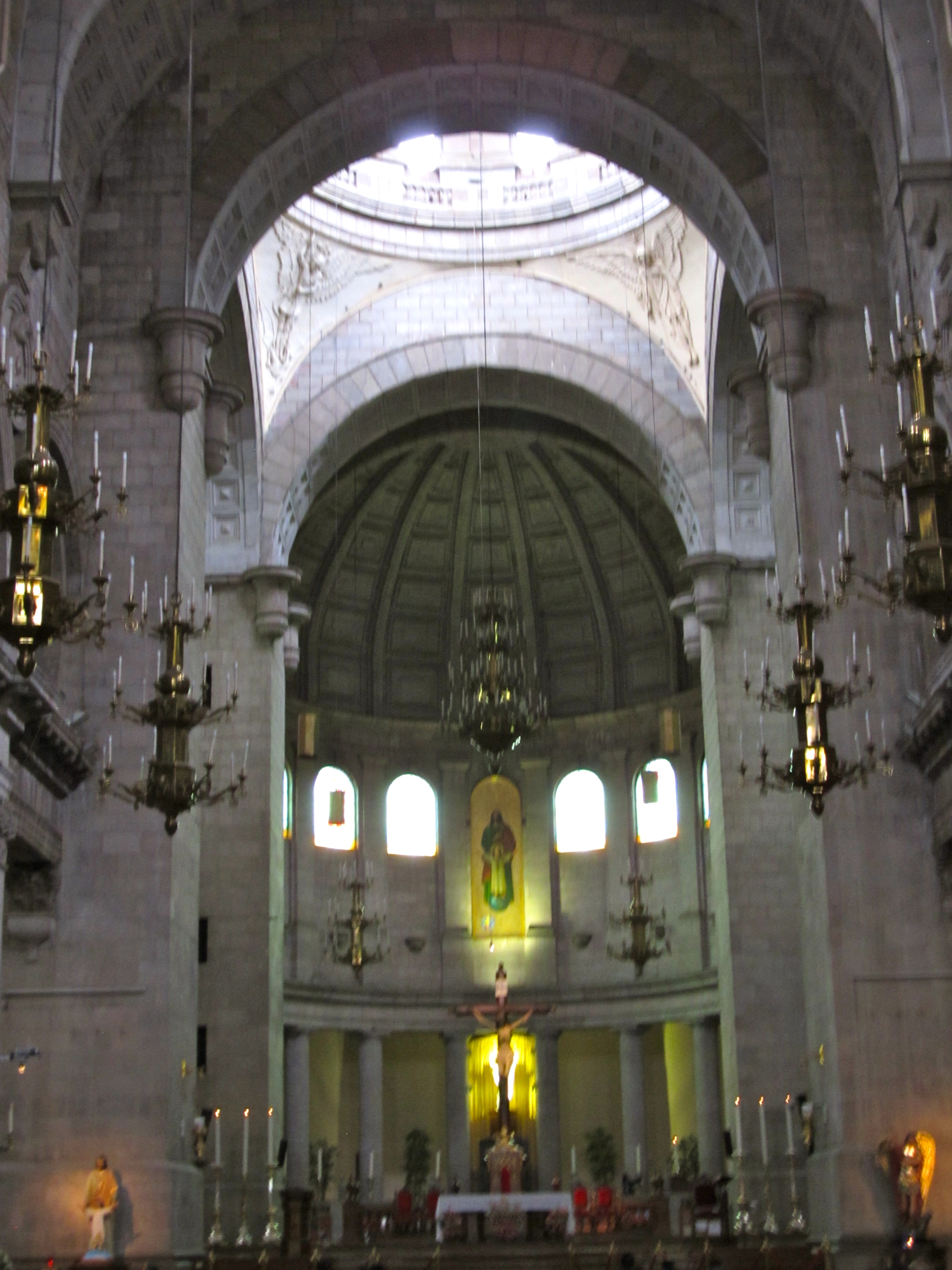
Intérieur de la cathédrale

Les dimensions de l'édifice sont les suivantes,  :
- hauteur sous voûte de la nef : > 29 m ;
- longueur : 90 m ;
- largeur  : 45 m ;
- hauteur du dôme : 58,6 m.